# École secondaire catholique Béatrice-Desloges
Pour les articles homonymes, voir Béatrice Desloges et Desloges.
 (novembre 2022).
Affiliée au Conseil des écoles catholiques du Centre-Est, l'École secondaire catholique Béatrice-Desloges possède la plus importante population scolaire francophone de l'Ontario avec l'École secondaire catholique Thériault (Timmins).

## Histoire
L'école a été baptisée en l'honneur de Béatrice Desloges, une institutrice du début du XXe siècle qui s'était illustrée courageusement avec sa sœur Diane dans la bataille contre le Règlement 17. Cette mesure gouvernementale avait en effet pour but de rendre illégal l'enseignement en français dans la province de l'Ontario.
L'établissement ouvre ses portes en 1997 pour faire face à la surpopulation scolaire de l'École secondaire catholique Garneau. Le nombre d'élèves augmenta rapidement lorsque les classes de 7e et 8e y furent ajoutées.

## Programmes offerts

### Académie des arts
Béatrice-Desloges propose une Académie des arts (musique, arts visuels et numériques, théâtre) pour les élèves, dès la 7e année. Concernant la spécialisation en art dramatique, un partenariat est mis en place avec l'École nationale de l'humour de Montréal.

### OptiMax
L'école offre également un programme destiné aux étudiants doués : "Optimax". Pour y être admis, l'élève doit avoir une moyenne générale de 79% avec une moyenne de minimum 75% dans chacune des matières suivantes : français, mathématiques, sciences, études sociales (histoire et géographie).

## Anciens élèves
- Claude Giroux - Joueur de hockey (LNH) et capitaine de l'équipe des Flyers de Philadelphie
- Vincent De Haître - Patineur de vitesse, participant aux Jeux olympiques d'hiver de 2014
- Eli Ankou - Footballeur dans l'équipe des Bruins
- Carlie Cholette - Nageuse dans l'équipe canadienne de natation synchronisée